# 일오무안
일오무안(Île-aux-Moines; 브르타뉴어: Enizenac'h, 흔히 Izenah라고 불린다)은 프랑스 북서부 브르타뉴 지방의 모르비앙 주에 있는 코뮌이다.
이 코뮌은 모르비앙 만에서 가장 큰 섬인 일오무안(Île-aux-Moines) 섬과 크레이지크(Creïzic) 섬, 홀라브르(Holavre) 섬, 그리고 두 개의 브루엘(Brouël) 작은 섬으로 이루어져 있습니다.

## 지리학
일오무안(Île-aux-Moines)은 모르비앙 만에 위치해 있으며, 길이는 약 7km(4.3마일), 너비는 약 3.5km(2.2마일), 면적은 3.2제곱킬로미터(320헥타르)입니다. 이 섬의 윤곽은 불규칙한 십자가 모양이며, 섬 내 어느 지점도 바다에서 450m 이상 떨어져 있지 않습니다.
십자가 모양의 네 개 ‘팔’은 다음 지점에서 끝납니다:
- 트렉(북쪽 지점, Pointe du Trec’h)
- 니울(남쪽 지점, 가장 긴 지점, Pointe du Nioul)
- 브루엘(동쪽 지점, Pointe de Brouël)
- 툴랭닥(서쪽 지점, 가장 작으며 섬의 항구가 위치한 곳, Pointe de Toulindac)

팔 사이의 만들은 다음과 같습니다.
- 레리오 만(북서쪽, Anse du Lério)
- 게릭 만(북동쪽, Anse du Guéric)
- 브랑 만(남동쪽, Anse du Vran; 게릭 만과 브랑 만은 모두 크고 굴 농장이 있습니다)

주요 마을은 네 개의 지점이 만나는 교차로에 위치해 있습니다. 남동쪽에 있는 작은 만인 앙스 뒤 기프(Anse du Guip)에는 샹티에 뒤 기프(Chantier du Guip) 조선소가 있으며, 전통 목조선과 어선, 요트의 복원 및 건조를 전문으로 합니다. 이 회사는 현재 본사가 위치한 브레스트(Brest)와 로리앙(Lorient)으로 사업을 확장했습니다.
섬의 지형은 비교적 구릉이 많은 편으로, 케르스코트(Kerscot)와 케르고난(Kergonan) 사이의 해발 고도는 31m에 이르며, 북쪽의 좁은 트레흐(Trec’h) 반도는 20~26m, 남쪽 펜합(Penhap) 반도는 22m 높이입니다. 동쪽 브루엘(Brouël) 반도는 해발 고도가 더 낮아 14m를 넘지 않으며, 대부분 구간은 해발 몇 미터에 불과합니다.
이 섬에는 드레헨 해변(Drehen 해변, Grande Plage라고도 함), 포르트 미켈 해변(Port Miquel 해변), 그리고 고레 해변(Goret 해변) 등 여러 해변이 있습니다. 고레 해변의 이름은 역사적인 ‘고어’(브르타뉴어로 어구를 뜻하는 말)에서 유래했으며, 썰물 때 일부가 아직도 보입니다.
섬의 폭이 좁아 중요한 수로망이 없습니다. 기반암은 주로 화강암으로 이루어져 있으며, 역사적으로 인근 반(Vannes)에서 건설용으로 채굴되었습니다.
종속 섬으로는 크레이지크(Creïzic, 남서쪽), 홀라브르(Holavre, 북동쪽), 그리고 두 개의 브루엘(Brouël) 섬이 있습니다. 현재는 무인도이지만, 크레이지크에는 한때 사람이 거주했습니다.

## 역사

### 선사 시대와 고대
일오무안은 신석기 시대부터 사람이 거주해 왔으며, 아직도 남아 있는 고인돌 과 다른 유적이 이를 증명합니다.
케르고난 크롬레흐(Kergonan cromlec'h)에 대한 최초의 기록은 1827년으로 거슬러 올라가며, 1862년에 사적지로 지정되었습니다. 1877년에 확인된 36개의 선돌(menhirs) 중 24개가 오늘날까지 남아 있습니다. 이 선돌들은 현재 말굽 모양의 울타리(폭 96m, 깊이 70m)를 이루고 있습니다. 그중 가장 큰 선돌은 수도사 모습을 닮아 ‘르 무안(Le Moine)’이라는 별명이 붙었습니다. 1923년 자카리 르 루직(Zacharie Le Rouzic)은 선돌 중 하나에 도끼 문양이 새겨져 있음을 발견했습니다.
1929년 르네 메를레(René Merlet)는 케르고난(Kergonan) 크롬레흐가 에르 란닉(Er Lannic) 크롬레흐와 하나의 집합을 이룬다는 것을 증명했습니다. 여름 지점(하지)에 에르 란닉에 서 있는 관찰자에게 태양은 케르고난의 거석 중 하나(1825년 이후 주택에 통합됨)의 꼭짓점과 크롬레흐가 형성하는 타원의 중심을 지나는 선을 따라 정확히 떠오릅니다.
두 개의 통로 무덤 고인돌이 케르노(Kerno)와 펜합(Penhap)에 위치해 있으며, 두 개의 작은 고인돌이 펜 니울(Pen Nioul)에 나란히 서 있습니다. 1889년 벤자민 지라르(Benjamin Girard)는 펜합에서 “불과 반세기 전만 해도 (…) 동쪽 끝에 선돌이 세워진 고분들을 볼 수 있었습니다. 이 고분 행렬 앞에는 매우 훌륭한 고인돌이 있었습니다. (…) 그러나 고분들은 평탄하게 정리되었고, 선돌은 들판 입구를 막는 데 사용되었습니다. 이제 고인돌만 남아 있습니다.”라고 기록했습니다.
이 마을에서는 갈로로만 시대(Gallo-Roman)의 거주 흔적도 발견되었습니다.

### 중세
아라돈(Arradon) 본당과 마찬가지로, 일오무안은 원래 플로렝(Ploeren) 사목구의 일부였습니다.
이 섬에 대한 최초의 문헌 기록은 브르타뉴 왕 에리스포에(Erispoë)가 생소뵈르 드 르동(Saint-Sauveur de Redon) 수도원에 기부한 사건과 관련하여 르동 카르툴라리(Redon Cartulary)에 나타납니다. 1904년 케르스코(Kerscot)에서 돌담 속에 숨겨진 작은 철제 상자가 발견되었는데, 그 안에는 루이 경건왕(Louis le Pieux, 루이 르 데보네르[Louis le Débonnaire], 840년 사망) 통치 시기의 동전이 들어 있었습니다.
851년 7월과 855년 9월 28일 사이에 에리스포에(Erispoë)는 이 교구를, 자신의 아버지 노미노에(Nominoë)가 설립한 생소뵈르 드 르동(Saint-Sauveur de Redon) 수도원의 창립자 콩워이옹(Conwoïon)에게 하사했습니다. 헌장에는 에리스포에가 “샤에르(Chaer)라 불리는 교구와 그에 속한 부속 토지 및 소작농들, 곧 아바엘롱(Avaellon), 클리드(Clides), 빌라타(Villata), 그리고 그 포도원과 초원, 또한 크리알레이스(Crialeis), 즉 에네스마낙(Enesmanac)이라는 섬을 수도원의 수도사들에게 영지로 주되, 자신의 영혼 구원과 하느님의 통치를 위한 자선으로 바친다”라고 기록되어 있습니다.
10세기 바이킹의 약탈 이후, 이 섬은 아라돈 사목구에 편입되었습니다.

### 현대 시대
1543년, 일오무안은  아라돈 사목구에 속한 생미셸(Saint-Michel) 트레브(Trève) 산하의 하위 교구로 설립되었습니다. 16세기에는 생미셸  채플에 세례반이 설치되어, 섬 주민들은 더 이상 세례를 받기 위해 아라돈까지 갈 필요가 없게 되었습니다.
게릭 영지(Manoir du Guéric)는 1532년에 처음 기록되었는데, 당시 올리비에 다라동(Olivier d’Arradon)과 그의 아내 루이즈 드 켈렌(Louise de Quélen)의 소유였습니다. 1669년에는 앙리 다비에르(Henry Daviers)가 당시 마누아르 생트안(Manoir Sainte-Anne) 으로 알려진 이 영지를 매입했습니다. A. 메르빌(A. Mreville)과 P. 바랭(P. Varin)에 따르면, 1690년 보인 전투(Battle of the Boyne) 이후 제임스 2세의 망명 시기에 프랑스로 이주한 아일랜드 가문이 이곳에 시골 저택을 지었으며, 성모 마리아 조각상 두 개를 가져왔습니다. 그중 하나는 현재도 Guéric 예배당에 남아 있고, 다른 하나는 엔느봉(Hennebont)으로 옮겨졌습니다. 현재의 성은 18세기 말, 귀요 뒤 보다(Guillo du Bodan) 가문이 지은 것으로 전해집니다.

### 프랑스 혁명
1792년, 일오무안은 프랑스식 명칭인 Isle-aux-Moines으로 공식 코뮌(commune)이 되었습니다. 프랑스 혁명 당시에는 잠시 Isle-du-Morbihan이라는 이름을 사용했습니다.

### 19세기
생미셸  채플은 1802년에 건립되었으며, 이후 1871년, 1902년, 1931년에 걸쳐 세 차례 확장되었습니다.
1829년 법령에 따라 록마리아케르(Locmariaquer)와 포르 나발로(Port-Navalo)의 조종사들은 모르비앙 만(Gulf of Morbihan)으로 들어오는 배를 교대로 안내해야 했고, 일오무안과 일다르즈(Île-d'Arz)의 조종사들은 나가는 배를 교대로 안내해야 했습니다.

1843년에 A. 마르트빌(A. Marteville)과 P. 바랭(P. Varin)은 일오무안을 다음과 같이 설명했습니다.
"일오무안(생미셸(Saint Michel)의 호칭 아래)은 아라돈의 옛 트레브(trève)에서 형성된 코뮌으로, 현재는 부속 사목구입니다. 해상 길드와 세관 당국의 부관할권을 가지고 있습니다. 주요 마을로는 펜합(Penhap), 코르니겔(Corniguel), 르 레스트(Le Reste), 그라히크(Grahic), 케르고낭(Kergonan), 그로엘(Grohel), 케르보세크(Kerbosec), 그린-위엘(Grin-Huel), 건지-위에(Guern-Hué)가 있습니다. 총 면적은 315헥타르이며, 경작지(138헥타르), 초원과 목초지(65헥타르), 과수원과 정원(3헥타르), 연못과 물웅덩이(4헥타르), 황무지와 미경작지(85헥타르)를 포함합니다. 브르타뉴어로 이제나(Izénah)라고 불리는 이 섬은 서쪽의 크레이지크(Creïzic), 올라브르(Holavre), 그리고 섬 자체의 세 부분으로 나뉩니다. 이 섬은 모르비앙(Morbihan)에서 가장 아름다운 섬으로, 해안은 다양하며 때로는 거칠고 때로는 무성합니다. 언덕과 계곡도 그러하며, 섬의 집들은 편안함과 행복을 발산합니다. 섬 북쪽에 위치한 마을은 불규칙하게 집들이 모여 있으며, 중심지는 루루에츠(Luruec), 북쪽은 분도(Bundo), 남쪽은 게르간텔렉(Guergantelec)입니다. 북서쪽에는 레리오(Lerio)라는 잘 보호된 항구가 있습니다. 교회는 현대적이며, 탑은 1836년에 세워졌습니다. 이 섬의 토양은 일반적으로 얕고 화강암 위에 놓여 있는데, 여기저기서 솟아나와 건축업자들이 소중히 여깁니다. 이곳에서는 반(Vannes) 방언으로 브르타뉴어를 사용합니다."
저자들은 아메데 드 프랑슈빌(Amédée de Francheville)을 인용하며, 이 섬의 주요 생산물은 밀이며, 아마, 대마, 기장, 채소도 재배된다고 덧붙였습니다. 일부 포도원에서는 품질이 낮은 백포도주를 생산합니다. 대부분의 남성은 선원이며, 등록된 선박은 총 93척으로, 3마스트(three-masters)급 선박 7척, 브릭(brigs)급 17척, 스쿠너(schooners)급 3척, 러거(luggers)급 10척, 샤스마레(chasse-marées)급 56척이었으며, 이들 중 다수는 레리오(Lerio) 항구의 조선소에서 건조되었습니다.
이 섬에서는 한때 일요일 오후 항구 부두에서 ‘결혼 박람회’가 열렸는데, 젊은 선원들은 가장 아름다운 전통 의상과 앞치마를 입은 소녀들이 지나가는 모습을 지켜보며, 종종 마음에 드는 소녀에게 다가갈 용기를 냈습니다.
1887년, 반, 아라돈, 플레스코프(Plescop), 사르조(Sarzeau), 테익스(Theix), 일오무안, 생타베(Saint-Avé)의 왕당파 대표단이 추방된 파리 백작을 만나기 위해 저지(Jersey)로 향했습니다.
1888년, 르 콩스티시옹넬(Le Constitutionnel) 신문은 약 50년간 이 섬에서 의료 활동을 한 J.-J. 모리스(Mauricet) 박사의 팜플렛을 인용했습니다. 그는 모든 가족과 성직자 고위 인사들이 모이는 종교 축제인 생미셸(Saint-Michel)의 사면(Pardon)을 묘사하며, 축제는 전통 케이크인 파르(fard)를 먹으며 마무리된다고 전했습니다. 많은 아이들이 아버지를 여의었지만, 바다의 유혹은 여전히 아들들에게 강했으며, 이들은 대부분 애도의 의미로 검은 옷을 입은 모범적인 여성들에게 양육되었습니다.
1888년 현령에 따라 이전에 종교 단체가 운영하던 섬의 남학교가 세속화되었습니다.
1889년에 베냐맹 지라르(Benjamin Girard)는 인구가 일반적으로 번영하고, 대부분의 남성이 선원이었으며, 이 섬은 장거리 항해를 위한 선장과 연안 운송을 위한 선장을 많이 배출했다고 언급했습니다.[1]

### 20세기

#### 벨 에포크
1901년, 아라돈의 모텔 의사(Dr. Motel)는 섬의 수상 운송과 제한된 통신 수단으로 인한 지연으로 인해 일오무안을 방문하기 위한 특별 비용을 요청했습니다.
1912년 샤를 제니오(Charles Géniaux)는 이 섬을 “깊숙이 파묻힌 오솔길, 초원에서 흔들리는 포플러 나무, 그리고 직선에 구애받지 않고 주민들이 자유롭게 만든 그림 같은 오솔길이 있는 경이로운 곳”이라고 묘사했습니다. 그는 남자들이 바다에 자주 나가 있는 것을 보고 이 섬을 “여인들의 섬”이라고 불렀습니다. 또한 그는 이 섬의 세심한 청결함을 칭찬하며 “땅은 군함의 갑판처럼 잘 관리되어 있고, 집들은 갓 하얗게 칠해져 있다”고 말했습니다.

#### 제1차 세계 대전
일오무안 전쟁 기념비에는 프랑스를 위해 목숨을 바친 26명의 선원과 군인의 이름이 새겨져 있습니다. 교구 교회 내부의 기념 명판에도 이 이름들이 새겨져 있습니다.

#### 전간기
1918년, 섬 주민들은 본토와의 불안정한 연결에 대해 불만을 제기했습니다. 그들은 일오무안과 반을 연결하는 증기선이 말이나 뿔 달린 소를 실어 나르지 않아, 섬에 있는 20개의 농장(400~500헥타르)이 이러한 가축을 거래할 수 없다고 주장했습니다. 주민들은 푸앵트 뒤 트레슈(Pointe du Trec’h)와 푸앵트 아라돈 (Pointe d’Arradon)을 연결하는 페리 서비스를 복원해 달라고 요청했습니다. 이 노선은 이전에 튼튼하고 폭이 넓은 배를 가진 뱃사공이 운영한 바 있습니다.[1]
1924년, 일오무안섬에서 최초의 ‘섬의 여왕’과 두 명의 시종이 선출되었습니다. 같은 해, 승객과 화물의 증가로 기존 시설이 부족해지자 툴랭닥(Toul-in-Dag, Toulindac)의 접안 경사로를 확장하는 계획이 수립되었습니다. 이 공사는 1926년에 착수되었습니다.

#### 제2차 세계 대전
이 전쟁 기념비는 제2차 세계대전 동안 프랑스를 위해 목숨을 바친 일오무안(Île-aux-Moines) 출신 20명을 추모하기 위해 세워졌습니다(교회 명판에는 22명의 이름이 새겨져 있습니다). 그중에는 이 섬에 정착했다가 홀로코스트의 희생자가 된 유대인 난민 두 명과 선원들, 그리고 레지스탕스 대원들이 포함되어 있습니다.
점령 기간 동안 섬 주민들은 유대인 가족을 숨겨주어 다섯 명의 아이들을 구했습니다. 1943년에는 성인 네 명이 체포되었고, 그중 두 명은 추방 과정 에서 사망했습니다. 2022년과 2024년 사이에는 서부 프랑스 출신 기자의 취재가 이 기억을 되살리는 데 도움이 되었습니다. 같은 해, 이러한 추방을 기리기 위해 다섯 개의 황금색 스톨퍼슈타인 (기념 포장돌)이 섬의 항구에 공식적으로 설치되었습니다. 
점령기 동안 섬 주민들은 유대인 가족들을 숨겨 주어 다섯 명의 어린이를 구했습니다. 1943년에는 성인 네 명이 체포되었고, 그중 두 명은 강제 이송 과정에서 사망했습니다. 2022년부터 2024년까지, 'Ouest-France' 소속 기자의 취재가 이 기억을 되살리는 데 중요한 역할을 했습니다. 같은 해, 이러한 강제 이송을 추모하기 위해 다섯 개의 황금색 슈톨퍼슈타인(Stolpersteine, 기념 보도블록)이 섬 항구에 공식적으로 설치되었습니다.

## 인구 통계
일오무안의 주민들은 일루아(Ilois)라고 불립니다.
1. ↑  “Une double cérémonie pour les victimes de la Seconde Guerre mondiale, le 14 août à l'Île-aux-Moines”. 《Ouest-France.fr》 (프랑스어). 2024년 8월 11일. 2024년 8월 13일에 원본 문서에서 보존된 문서. 2025년 8월 9일에 확인함.

- 공식 웹사이트
- 사진, 가이드 투어, 오래된 엽서, 장식된 우편함 등...
- Base Mérimée: Search for heritage in the commune, Ministère français de la Culture. (프랑스어)    .